# Plectris tuberculata
Plectris tuberculata är en skalbaggsart som beskrevs av Moser 1919. Plectris tuberculata ingår i släktet Plectris och familjen Melolonthidae. Inga underarter finns listade i Catalogue of Life.